# Bateau-tombe

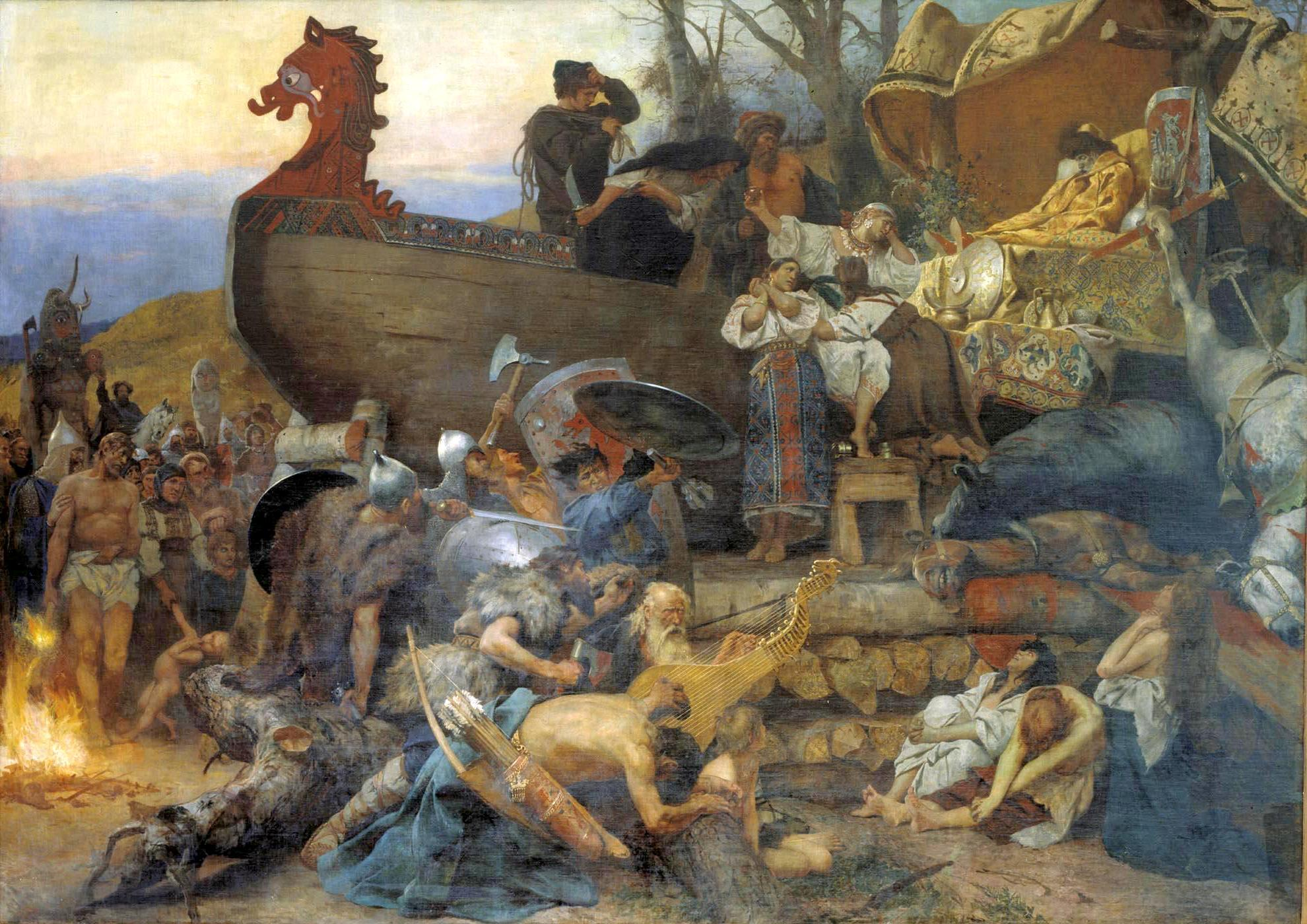
Cérémonie funéraire d'Igor de Kiev en 945, représentée par Heinrich Semiradski (1845-1902).

Un bateau-tombe, navire-sépulture ou bateau-sépulture est un tombeau spécial utilisé dans une cérémonie funéraire dans laquelle un bateau est utilisé comme réceptacle pour le défunt et ses biens, ou comme bien en tant que tel. Cette technique d'inhumation était notamment utilisée par les Anglo-Saxons, les Mérovingiens, les Vikings et occasionnellement par les Égyptiens.

## Exemples de bateaux-tombes

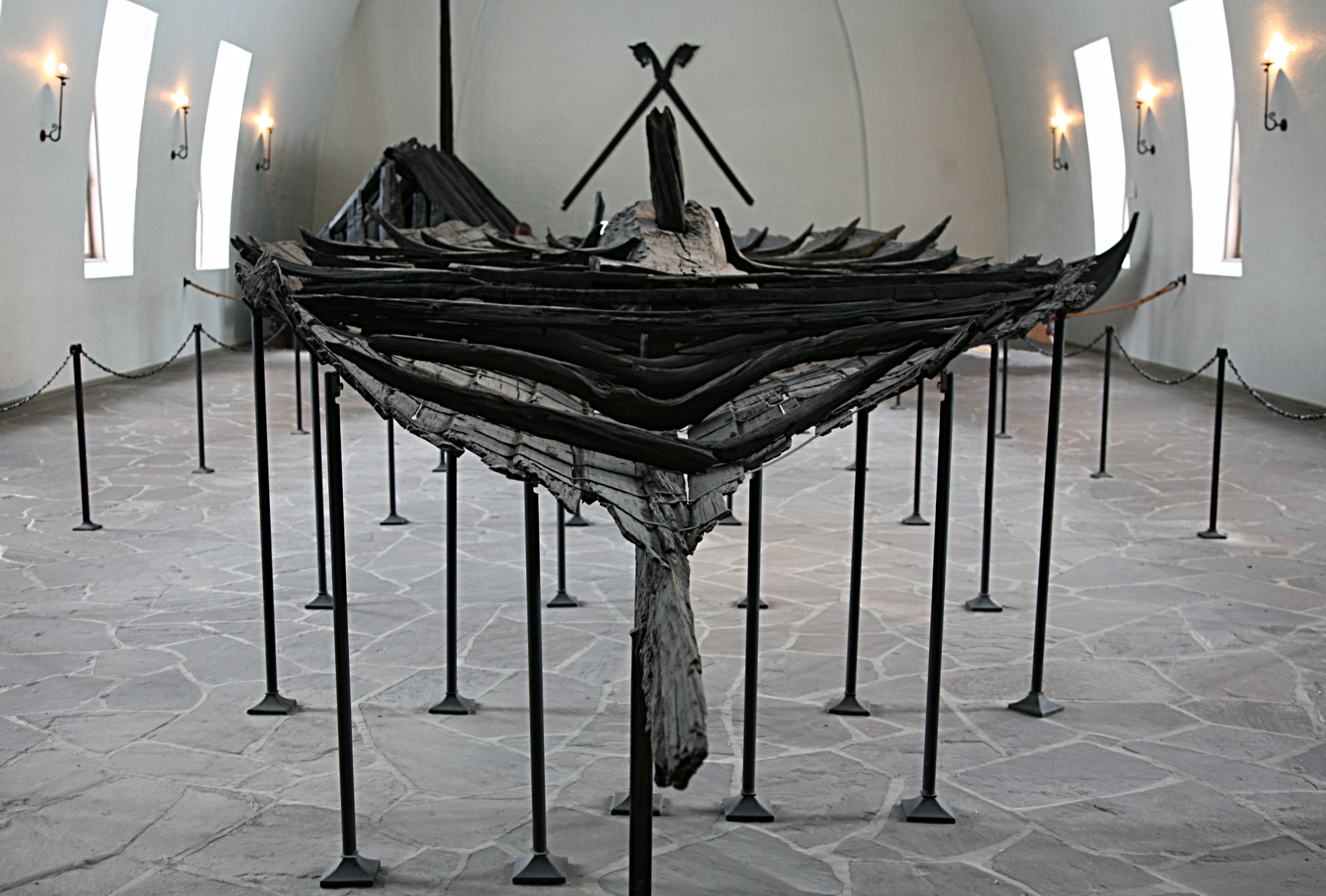
Le bateau de Tune, découvert en 1867 et exposé au musée des navires vikings d'Oslo.

### Égypte
- Bateau de Khéops, Gizeh (IVe dynastie)

### Scandinavie
- Ladby, Danemark
- Gokstad, Norvège
- Oseberg, Norvège
- Tune, Norvège
- Valsgärde, Suède
- Vendel, Suède

### Îles Britanniques
- Snape, Est de l'Angleterre
- Sutton Hoo, Est de l'Angleterre

### France
- Ile de Groix, en Bretagne : bateau brûlé au Xe siècle, dont subsistent les ferrures [1].

### Russie et Ukraine
- Rourikovo Gorodichtche près de Novgorod, en Russie
- Sarskoïe Gorodichtche près de Rostov Veliki, en Russie
- Timerevo (en) près de Iaroslavl, en Russie
- Tombe noire près de Tchernigov, en Ukraine
- Ibn Fadlan donne un aperçu des bateaux tombes du Xe siècle.

## Dans la fiction
Les cérémonies funéraires basées sur des bateaux-sépultures sont courantes dans la fiction, parfois dans la variante spectaculaire — peut-être celtique plutôt que germanique — du navire incendié avant d'être confié aux flots.
- Le début de Beowulf est consacré au roi mythique Scyld, inhumé de cette façon.
- Dans le film Les Vikings, Einar (Kirk Douglas), fils de Ragnar, est inhumé de cette façon.
- Dans le film Le 13e Guerrier  c'est ainsi que le chef viking est inhumé au début du film.
- Dans le film Le Seigneur des Anneaux, Boromir est inhumé de cette façon, dans une barque elfique emportée par l'Anduin.
- Dans la série de BD Thorgal, Leif Haraldson, le père de Thorgal, est également inhumé de cette façon, dans l'album Aaricia.
- Dans Le Trône de Fer et Game of Thrones, Hoster Tully, le père de Catelyn Starrk, est inhumé sur une barque sépulture, enflammée.